# Rafidainova lista
Rafidainova lista, Al Rafidainova nacionalna lista (ili Mezopotamijska lista), ime liste koju je rabio Asirijski demokratski pokret tijekom iračkih izbora. Predvodio ju je Yunadam Kanna.
Na parlamentarnim izborima 2005., lista je dobila 36.255 glasova (0,4%) i jedno mjesto. Nacionalna Rafidainova lista bila je na čelu na izbornim mjestima u Australiji i bila je blizu drugog mjesta na izbornim mjestima u SAD.
Na iračkim parlamentarnim izborima 2018., Asirijski demokratski pokret odlučio je također uvrstiti i Asirijsku domoljubnu stranku na listu.

## Vanjske poveznice
- Službene stranice  Arhivirana inačica izvorne stranice od 9. srpnja 2009. (Wayback Machine)